# カレンベルク侯領

カレンベルク侯領
Fürstentum Calenberg (ドイツ語)

カレンベルク侯領（ドイツ語:Fürstentum Calenberg）は、神聖ローマ帝国の領邦国家ブラウンシュヴァイク＝リューネブルク公国の分邦。1494年から1705年まで存続した（但し、しばしば分割と合邦を繰り返した）。その後、リューネブルク侯領と共にブラウンシュヴァイク＝リューネブルク選帝侯領（ハノーファー選帝侯領）を構成した。

## 歴史
1292年頃、ブラウンシュヴァイク＝リューネブルク公オットー2世はライネ川沿いの都市パッテンセンの郊外にあるカレンベルク山に城を建設した。オットー2世がこの地に城を築いたのは、ミンデン司教領およびヒルデスハイム司教領と奪い合っていたヴェルフ家（ブラウンシュヴァイク＝リューネブルク家）領の西部地域の領有権を確固たるものにする為だった。1432年、ヴォルフェンビュッテル侯領の分割に伴い、カレンベルク城とその周辺地域は独立的な分邦となった。この時の領土分割は、ヴォルフェンビュッテル侯ヴィルヘルム1世とその弟のハインリヒ2世が1428年から始めた4年間の共同統治の後に行われたものだった。
ハインリヒ2世が単独のヴォルフェンビュッテル侯となり、ヴィルヘルム1世がカレンベルク侯領を得てカレンベルク城に居を定めた。ヴィルヘルム1世は1463年にゲッティンゲン侯領を相続、ハインリヒ2世が1473年に男子の無いまま死ぬと、ヴォルフェンビュッテル侯領を相続した為、カレンベルクとヴォルフェンビュッテルは再び合邦した。
1491年、ヴィルヘルム1世の息子のヴィルヘルム2世は退位して2人の息子、ヴォルフェンビュッテル侯ハインリヒ1世とカレンベルク＝ゲッティンゲン侯エーリヒ1世に領土を譲った。1494年、兄弟は領土を分割し、兄のハインリヒ1世はヴォルフェンビュッテル侯となり、弟のエーリヒ1世は西部のカレンベルク及びゲッティンゲンを手に入れた。しかしヴェルフ家の分枝カレンベルク侯家はエーリヒ1世の息子エーリヒ2世が1584年に死ぬと共に断絶し、侯領はその従甥にあたるヴォルフェンビュッテル侯ユリウスが相続した。
ユリウスの孫のヴォルフェンビュッテル侯フリードリヒ・ウルリヒが1634年に子供の無いまま死ぬと、ヴォルフェンビュッテル侯家の受け継いでいた広大な領土は分家筋のリューネブルク侯家に相続された。カレンベルク＝ゲッティンゲン侯領は同家の公子の1人ゲオルクの所領となった（ヴォルフェンビュッテル侯領はゲオルクの従兄のアウグスト2世が相続）。1636年、ゲオルクはハノーファーのライネ宮殿に居を移した。
ゲオルクの長男クリスティアン・ルートヴィヒは1648年に伯父のフリードリヒ4世からリューネブルク侯領を相続し、カレンベルクはすぐ下の弟ゲオルク・ヴィルヘルムに譲った。1665年にクリスティアン・ルートヴィヒが亡くなると、リューネブルクを相続したゲオルク・ヴィルヘルムも弟のヨハン・フリードリヒにカレンベルクを譲渡、1679年にヨハン・フリードリヒが息子の無いまま死去、末弟でオスナブリュック司教領の統治者でもあったエルンスト・アウグストがカレンベルクを相続した。このように、ゲオルクの4人の息子達は兄弟順にリューネブルク侯領とカレンベルク侯領を譲っていった。
1692年、エルンスト・アウグストは大トルコ戦争で神聖ローマ皇帝レオポルト1世を支援した褒美として、選帝侯の称号を授けられた。彼の領土は当初、ブラウンシュヴァイク＝リューネブルク選帝侯領と呼ばれたが、エルンスト・アウグストはサリカ法典に基づく財産の分割相続制を取りやめ、皇帝の承認を受けて男系長子相続制を採用した。
彼の長男ゲオルク・ルートヴィヒ（後のイギリス王ジョージ1世）は1698年に選帝侯位とカレンベルク侯位を継ぎ、1705年に死去した伯父ゲオルク・ヴィルヘルムからリューネブルク侯領を相続した。カレンベルク侯領とリューネブルク侯領が合邦した事で、ヴォルフェンビュッテル侯領を除くブラウンシュヴァイク＝リューネブルク全域がゲオルク・ルートヴィヒの所有となった。選帝侯領は領域が確定して以後、その首都の名前をとってハノーファー選帝侯領と呼ばれるようになった。この名称は非常に一般的なものだったが、あくまで非公式であった。カレンベルク侯領は選帝侯領内の非公式な分領として、歴代の選帝侯に受け継がれた。
ナポレオン戦争後、選帝侯ゲオルク3世（イギリス王ジョージ3世）は選帝侯領の領土を拡大し、王号を得てハノーファー王国を創設した。

## カレンベルク侯

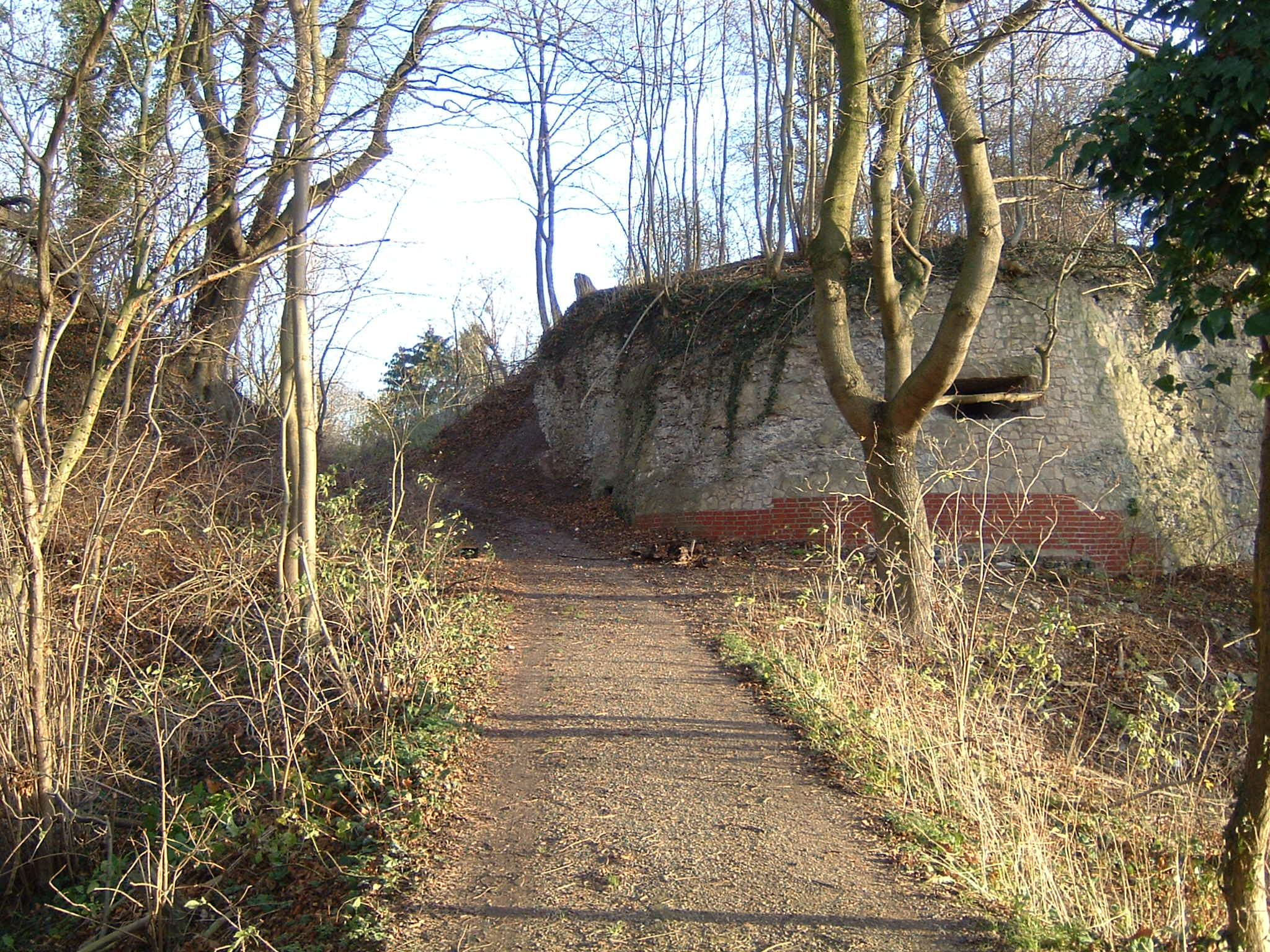
カレンベルク城の城址

- ヴィルヘルム1世（在位：1432年 - 1473年）
- エーリヒ1世（在位：1494年 - 1540年）
- エーリヒ2世（在位：1545年 - 1584年）
- ユリウス（在位：1584年 - 1589年）
- ハインリヒ・ユリウス（在位：1589年 - 1613年）
- フリードリヒ・ウルリヒ（在位：1613年 - 1634年）
- ゲオルク（在位：1635年 - 1648年）
- クリスティアン・ルートヴィヒ（在位：1641年 - 1648年）
- ゲオルク・ヴィルヘルム（在位：1648年 - 1665年）
- ヨハン・フリードリヒ（在位：1665年 - 1679年）
- エルンスト・アウグスト（在位：1679年 - 1698年）
- ゲオルク・ルートヴィヒ（在位：1698年 - 1705年）